# Rotrude (fille de Lothaire Ier)
Pour les articles homonymes, voir Rotrude.
Rothrude (vers 835 / 840 - † ?) est la fille de Lothaire Ier. 
Elle épousa vers 850/851 le comte et marquis Lambert II de Nantes († 1er mai 852). De cette union naît Wicbert qui fut assassiné en 883 par son cousin le duc Hugues d'Alsace, fils illégitime de Lothaire II de Lotharingie. 